# Jean-Baptiste de Rasse
L'abbé Jean-Baptiste de Rasse, né le 9 mai 1724 à Tournai et mort le 1er octobre 1783 à Florence, est un ecclésiastique et diplomate, secrétaire intime de l'archiduc Léopold de Habsbourg-Lorraine.

## Biographie
D'une ancienne famille de Tournai, Jean-Baptiste de Rasse est ordonné prêtre, suit des études de théologie et devient secrétaire du cardinal Migazzi, qu'il suit à Vienne. Il devient l'aumônier du maréchal de Botta-Adorno, obtenant par ailleurs d'être nommé chanoine de la collégiale Saint-Vincent de Soignies. 
Présent en Toscane, l'archiduc Léopold de Habsbourg-Lorraine s'attache le chanoine de Rasse comme secrétaire intime. Dans ces fonctions Jean-Baptise de Rasse assure plusieurs délicates missions pour le compte du prince à Vienne et à Rome (1777). Reçu doctor in utroque jure par l'université de Pise, il est nommé chanoine de la cathédrale de Tournai par l'impératrice Marie-Thérèse d'Autriche en remerciement des services qu'il a rendu à son fils, tout en le dispensant de résidence, comme attaché au service de la cour impériale.
Il ne doit pas être confondu avec son cousin, également prénommé Jean-Baptiste de Rasse (1704-1774), chanoine et grand pénitencier de la cathédral de Tournai.
Il est l'oncle de Charles-Henri-Joseph de Rasse.